# North American Soccer League 2015
Die North American Soccer League 2015 ist die fünfte Saison der North American Soccer League. Sie begann am 4. April 2015 mit dem ersten Spieltag der Spring Season und endete am 15. November 2015 mit dem Finalspiel um die Meisterschaft, den sogenannten Soccer Bowl.
Dieses konnten die New York Cosmos für sich entscheiden. Minnesota United gewann die Spring Season. Die Mannschaft aus San Antonio die Fall Season. Beste Mannschaft der Regular Season, Spring und Fall Season zusammen, wurde Minnesota United.

## Wettbewerbsformat
Das Format des Wettbewerbs ist im Vergleich zum Vorjahr unverändert. Allerdings nimmt nun ein zusätzliches Team teil, so dass mehr Spieltage angesetzt werden. Die 11 Teilnehmer spielen zwei eigenständige Wettbewerbe in einem Jahr (Spring Season und Fall Season). In der Spring Season spielt jedes Team einmal gegen jedes andere, in der Fall Season zweimal. Die beiden Sieger sowie die beiden besten anderen Teams insgesamt qualifizieren sich für die Playoffs.

## Mannschaften
| Mannschaft               | Stadion                  | Kapazität | Gegründet | Eintritt | Trainer              |
| ------------------------ | ------------------------ | --------- | --------- | -------- | -------------------- |
| Atlanta Silverbacks      | Atlanta Silverbacks Park | 5.000     | 1998      | 2011     | Gary Smith           |
| Carolina RailHawks       | WakeMed Soccer Park      | 10.000    | 2006      | 2011     | Colin Clarke         |
| FC Edmonton              | Clarke Stadium           | 5.000     | 2009      | 2011     | Colin Miller         |
| Fort Lauderdale Strikers | Lockhart Stadium         | 20.500    | 2005      | 2011     | Günter Kronsteiner   |
| Indy Eleven              | Michael Carroll Stadium  | 12.100    | 2013      | 2014     | Juergen Sommer       |
| Jacksonville Armada      | Community First Park     | 8.566     | 2013      | 2015     | José Luis Villarreal |
| Minnesota United         | National Sports Center   | 8.500     | 2009      | 2011     | Manny Lagos          |
| New York Cosmos          | James M. Shuart Stadium  | 11.929    | 2010      | 2013     | Giovanni Savarese    |
| Ottawa Fury              | TD Place Stadium         | 22.500    | 2011      | 2014     | Marc Dos Santos      |
| San Antonio Scorpions    | Toyota Field             | 8.000     | 2010      | 2012     | Alen Marcina         |
| Tampa Bay Rowdies        | Al Lang Stadium          | 7.250     | 2008      | 2011     | Ricky Hill           |

## Spring Season
Die Spring Season begann am 4. April 2015 mit dem ersten Spieltag und endete am 13. Juni 2015 mit dem 10. Spieltag.

### Tabelle
| Pl. | Verein                   | Sp. | S | U | N | Tore    | Diff. | Punkte |
| --- | ------------------------ | --- | - | - | - | ------- | ----- | ------ |
| 1.  | New York Cosmos          | 10  | 5 | 5 | 0 | 018:900 | +9    | 20     |
| 2.  | Tampa Bay Rowdies        | 10  | 5 | 4 | 1 | 015:900 | +6    | 19     |
| 3.  | Carolina RailHawks       | 10  | 3 | 5 | 2 | 015:100 | +5    | 14     |
| 4.  | Minnesota United         | 10  | 3 | 5 | 2 | 015:130 | +2    | 14     |
| 5.  | Indy Eleven              | 10  | 3 | 4 | 3 | 013:120 | +1    | 13     |
| 6.  | Jacksonville Armada      | 10  | 3 | 3 | 4 | 015:180 | −3    | 12     |
| 7.  | San Antonio Scorpions    | 10  | 3 | 3 | 4 | 011:150 | −4    | 12     |
| 8.  | Fort Lauderdale Strikers | 10  | 3 | 2 | 5 | 012:130 | −1    | 11     |
| 9.  | Ottawa Fury              | 10  | 2 | 5 | 3 | 005:800 | −3    | 11     |
| 10. | FC Edmonton              | 10  | 2 | 3 | 5 | 016:220 | −6    | 09     |
| 11. | Atlanta Silverbacks      | 10  | 1 | 5 | 4 | 007:130 | −6    | 08     |

### Kreuztabelle
| Spring 2015              | Atlanta Silverbacks |     | FC Edmonton | Fort Lauderdale Strikers |     |     |     | New York Cosmos |     |     | Tampa Bay Rowdies |
| ------------------------ | ------------------- | --- | ----------- | ------------------------ | --- | --- | --- | --------------- | --- | --- | ----------------- |
| Atlanta Silverbacks      |                     | −   | −           | −                        | 1:1 | 1:1 | −   | 0:0             | 1:1 | 0:1 | −                 |
| Carolina RailHawks       | 1:2                 |     | −           | −                        | −   | −   | 1:1 | 2:2             | 3:1 | −   | 1:1               |
| FC Edmonton              | 4:2                 | 1:1 |             | 3:2                      | −   | −   | 2:2 | −               | −   | 2:3 | −                 |
| Fort Lauderdale Strikers | 0:0                 | 0:1 | −           |                          | 1:2 | 2:1 | −   | 0:1             | −   | −   | −                 |
| Indy Eleven              | −                   | 1:1 | 3:0         | −                        |     | −   | 1:3 | 1:1             | −   | −   | 2:2               |
| Jacksonville Armada      | −                   | 0:4 | 3:1         | −                        | 1:0 |     | −   | −               | 0:0 | 2:1 | −                 |
| Minnesota United         | 1:0                 | −   | −           | 2:3                      | −   | 3:2 |     | 1:1             | −   | 2:2 | −                 |
| New York Cosmos          | −                   | −   | 4:2         | −                        | −   | 3:3 | −   |                 | 1:0 | 3:0 | 2:0               |
| Ottawa Fury              | −                   | −   | 0:0         | 1:3                      | 1:0 | −   | 1:0 | −               |     | −   | 0:0               |
| San Antonio Scorpions    | −                   | 1:0 | −           | 1:1                      | 1:2 | −   | −   | −               | 0:0 |     | 1:3               |
| Tampa Bay Rowdies        | 3:0                 | −   | 2:1         | 1:0                      | −   | 3:2 | 0:0 | −               | −   | −   |                   |

## Fall Season
Die Fall Season begann am 4. Juli 2015 mit dem ersten Spieltag und endet am 1. November 2015 mit dem 20. Spieltag.

### Tabelle
| Pl. | Verein                   | Sp. | S  | U | N  | Tore    | Diff. | Punkte |
| --- | ------------------------ | --- | -- | - | -- | ------- | ----- | ------ |
| 1.  | Ottawa Fury              | 20  | 13 | 6 | 1  | 037:150 | +22   | 45     |
| 2.  | Minnesota United         | 20  | 11 | 6 | 3  | 039:260 | +13   | 39     |
| 3.  | New York Cosmos          | 20  | 10 | 6 | 4  | 031:210 | +10   | 36     |
| 4.  | Fort Lauderdale Strikers | 20  | 8  | 6 | 6  | 037:270 | +10   | 30     |
| 5.  | FC Edmonton              | 20  | 7  | 5 | 8  | 025:240 | +1    | 26     |
| 6.  | Atlanta Silverbacks      | 20  | 6  | 7 | 7  | 024:270 | −3    | 25     |
| 7.  | Carolina RailHawks       | 20  | 6  | 3 | 11 | 029:390 | −10   | 21     |
| 8.  | Tampa Bay Rowdies        | 20  | 5  | 5 | 10 | 018:280 | −10   | 20     |
| 9.  | Indy Eleven              | 20  | 5  | 5 | 10 | 023:360 | −13   | 20     |
| 10. | San Antonio Scorpions    | 20  | 4  | 7 | 9  | 030:370 | −7    | 19     |
| 11. | Jacksonville Armada      | 20  | 5  | 4 | 11 | 018:310 | −13   | 19     |

### Kreuztabelle
| Fall 2015                | Atlanta Silverbacks |     | FC Edmonton | Fort Lauderdale Strikers |     |     |     | New York Cosmos |     |     | Tampa Bay Rowdies |
| ------------------------ | ------------------- | --- | ----------- | ------------------------ | --- | --- | --- | --------------- | --- | --- | ----------------- |
| Atlanta Silverbacks      |                     | 2:1 | 1:0         | 2:1                      | 1:1 | 1:0 | 1:2 | 0:3             | 1:1 | 3:3 | 0:0               |
| Carolina RailHawks       | 2:0                 |     | 2:1         | 1:1                      | 3:1 | 3:0 | 3:1 | 1:3             | 1:3 | 3:2 | 1:1               |
| FC Edmonton              | 1:3                 | 3:0 |             | 0:2                      | 2:0 | 1:1 | 1:1 | 2:1             | 0:1 | 4:0 | 1:0               |
| Fort Lauderdale Strikers | 2:2                 | 4:0 | 1:1         |                          | 7:1 | 2:0 | 2:5 | 3:3             | 0:2 | 0:0 | 2:1               |
| Indy Eleven              | 0:1                 | 2:1 | 0:2         | 2:1                      |     | 3:0 | 3:1 | 1:1             | 1:4 | 1:2 | 2:0               |
| Jacksonville Armada      | 1:0                 | 3:0 | 3:2         | 0:1                      | 1:1 |     | 3:3 | 1:0             | 1:3 | 0:0 | 2:0               |
| Minnesota United         | 1:0                 | 3:1 | 1:1         | 2:1                      | 1:0 | 4:0 |     | 0:0             | 1:1 | 2:2 | 1:0               |
| New York Cosmos          | 1:1                 | 3:2 | 3:0         | 2:0                      | 1:1 | 1:0 | 2:1 |                 | 1:4 | 2:1 | 2:0               |
| Ottawa Fury              | 2:1                 | 2:1 | 2:0         | 0:0                      | 4:2 | 2:0 | 1:2 | 0:0             |     | 1:0 | 2:2               |
| San Antonio Scorpions    | 3:3                 | 3:3 | 2:2         | 2:4                      | 2:0 | 1:0 | 3:4 | 1:2             | 0:1 |     | 3:0               |
| Tampa Bay Rowdies        | 2:1                 | 1:0 | 0:1         | 1:3                      | 1:1 | 3:2 | 1:3 | 2:0             | 1:1 | 2:0 |                   |

## Playoffs

### Gesamttabelle
| Pl. | Verein                   | Sp. | S  | U  | N  | Tore    | Diff. | Punkte |
| --- | ------------------------ | --- | -- | -- | -- | ------- | ----- | ------ |
| 1.  | New York Cosmos          | 30  | 15 | 11 | 4  | 049:300 | +19   | 56     |
| 2.  | Ottawa Fury              | 30  | 15 | 11 | 4  | 042:230 | +19   | 56     |
| 3.  | Minnesota United         | 30  | 14 | 11 | 5  | 054:390 | +15   | 53     |
| 4.  | Fort Lauderdale Strikers | 30  | 11 | 8  | 11 | 049:400 | +9    | 41     |
| 5.  | Tampa Bay Rowdies        | 30  | 10 | 9  | 11 | 033:370 | −4    | 39     |
| 6.  | Carolina RailHawks       | 30  | 9  | 8  | 13 | 044:490 | −5    | 35     |
| 7.  | FC Edmonton              | 30  | 9  | 8  | 13 | 041:460 | −5    | 35     |
| 8.  | Atlanta Silverbacks      | 30  | 7  | 12 | 11 | 031:400 | −9    | 33     |
| 9.  | Indy Eleven              | 30  | 8  | 9  | 13 | 036:480 | −12   | 33     |
| 10. | San Antonio Scorpions    | 30  | 7  | 10 | 13 | 041:520 | −11   | 31     |
| 11. | Jacksonville Armada      | 30  | 8  | 7  | 15 | 033:490 | −16   | 31     |

|  | The Championship Semifinals | The Championship Semifinals | The Championship Semifinals |  |  | Soccer Bowl 2015 | Soccer Bowl 2015 | Soccer Bowl 2015 |
|  |                             |                             |                             |  |  |                  |                  |                  |
|  |                             |                             |                             |  |  |                  |                  |                  |
|  | 1                           | New York Cosmos             | 2                           |  |  |                  |                  |                  |
|  | 4                           | Fort Lauderdale Strikers    | 1                           |  |  |                  |                  |                  |
|  |                             |                             |                             |  |  | 1                | New York Cosmos  | 3                |
|  |                             |                             |                             |  |  | 2                | Ottawa Fury      | 2                |
|  | 2                           | Ottawa Fury                 | 2                           |  |  |                  |                  |                  |
|  | 3                           | Minnesota United            | 1                           |  |  |                  |                  |                  |
|  |                             |                             |                             |  |  |                  |                  |                  |

### Halbfinale
| 7. November 2015 14:00 EST | New York Cosmos        | 2:1     | Fort Lauderdale Strikers | MCU Park Zuschauer: 5.061 Schiedsrichter: Sorin Stoica |
| 7. November 2015 14:00 EST | Cellerino 37′ Raúl 61′ | Bericht | PC 16′                   | MCU Park Zuschauer: 5.061 Schiedsrichter: Sorin Stoica |

| 8. November 2015 15:00 EST | Ottawa Fury        | 2:1 n. V. | Minnesota United       | TD Place Stadium Zuschauer: 9.346 Schiedsrichter: Mathieu Bourdeau |
| 8. November 2015 15:00 EST | Heinemann 47′ 108′ | Bericht   | Ramirez 7′ (Strafstoß) | TD Place Stadium Zuschauer: 9.346 Schiedsrichter: Mathieu Bourdeau |

### Soccer Bowl 2015
| New York Cosmos                                                             | New York Cosmos | Ottawa Fury | Ottawa Fury |
| --------------------------------------------------------------------------- | --- | --- | ----------- |
| New York Cosmos                                                             | \| 15. November 2015 um 17:00 Uhr (EST) in Hempstead (James M. Shuart Stadium) \| \| Ergebnis: 3:2 (1:0) \| \| Zuschauer: 10.166 \| \| Schiedsrichter: Alan Kelly ( Irland) \|                                                               | \| 15. November 2015 um 17:00 Uhr (EST) in Hempstead (James M. Shuart Stadium) \| \| Ergebnis: 3:2 (1:0) \| \| Zuschauer: 10.166 \| \| Schiedsrichter: Alan Kelly ( Irland) \|                                                                                                 | Ottawa Fury |
| New York Cosmos                                                             | Jimmy Maurer – Hunter Freeman, Carlos Mendes , Rovérsio, Ayoze García – Sebastián Guenzatti (90.+3' Leo Fernandes), Danny Szetela, Marcos Senna, Wálter Restrepo – Raúl, Gastón Cellerino (88. Lucky Mkosana) Cheftrainer: Giovanni Savarese | Romuald Peiser – Ryan Richter, Mason Trafford, Colin Falvey, Rafael Alves – Richie Ryan , Siniša Ubiparipović (72. Jérémy Gagnon-Laparé), Mauro Eustaquio (77. Uğur Albayrak) – Paulo Júnior, Tom Heinemann, Andrew Wiedeman (72. Oliver Minatel) Cheftrainer: Marc Dos Santos | Ottawa Fury |
| New York Cosmos                                                             | 1:0 Gastón Cellerino (8.) 2:1 Gastón Cellerino (72.) 3:1 Gastón Cellerino (85.) | 1:1 Tom Heinemann (70.) 3:2 Tom Heinemann (90.+2') | Ottawa Fury |
| New York Cosmos                                                             | Gastón Cellerino (7.), Jimmy Maurer (41.), Sebastián Guenzatti (60.) | Colin Falvey (76.), Richie Ryan (76.) | Ottawa Fury |
| New York Cosmos                                                             | Mason Trafford (68.) | | Ottawa Fury |
| New York Cosmos                                                             | Spieler des Spiels: Gastón Cellerino | | Ottawa Fury |
| 15. November 2015 um 17:00 Uhr (EST) in Hempstead (James M. Shuart Stadium) | | |             |
| Ergebnis: 3:2 (1:0)                                                         | | |             |
| Zuschauer: 10.166                                                           | | |             |
| Schiedsrichter: Alan Kelly ( Irland)                                        | | |             |